# Công tử Yển (con Lỗ Tuyên công)
Công tử Yển (chữ Hán: 公子偃) (? - 575 TCN), họ Cơ, tên Yển, là con thứ của Lỗ Tuyên công, em cùng cha khác mẹ với Lỗ Thành công. Dưới thời Lỗ Thành công, ông giữ chức khanh..
Thúc tôn Kiều Như thông dâm với Mục Khương, mẹ của Lỗ Thành công. Thúc tôn Kiều Như muốn trừ khử Quý Văn tử và Mạnh Hiến tử để chiếm đoạt tài sản. Ngày 29 tháng 6 năm 575 TCN, khi Lỗ Thành công chuẩn bị đi dự hội nghị chư hầu, Mục Khương yêu cầu ông trục xuất hai Đại phu họ Quý và họ Mạnh. Lỗ Thành công viện cớ nước Tấn và Sở đang giao chiến ở Yển Lăng, hứa sẽ xử lý sau khi trở về. Mục Khương nổi giận, chỉ tay vào công tử Yển và công tử Sừ đang đi qua mà quát: "Nếu con không đồng ý, một trong hai đứa này sẽ làm quốc quân!". Lỗ Thành công phải dừng lại ở Hoài Đồi để tăng cường phòng thủ khắp cung điện, bố trí lính canh cẩn mật rồi mới lên đường, vì thế nên đã đến hội chư hầu muộn.. Theo lời gièm pha của Thúc tôn Kiều Như, người nước Tấn đã bắt giam Quý Văn tử một thời gian, may nhờ Phạm Văn tử can thiệp mới được thả.
Tháng 10 cùng năm, Thúc tôn Kiều Như bị trục xuất khỏi Lỗ. Đến tháng 12, sau khi Quý Văn tử trở về nước, ông đã ra tay ám sát công tử Yển, người bị nghi ngờ tham gia âm mưu với Thúc tôn Kiều Như và Mục Khương.